# 愛の学校クオレ物語
『愛の学校 クオレ物語』（あいのがっこう クオレものがたり）は、1981年4月3日から同年9月25日までTBS系列局で放送されていたテレビアニメである。毎日放送と日本アニメーションの共同製作。カルピス食品工業（現・カルピス）の一社提供。全26話。
原作は、エドモンド・デ・アミーチスの児童文学『クオーレ』。この原作中でペルボーニ先生が生徒たちに語って聞かせた物語を元に『母をたずねて三千里』が過去に製作されたが、本作でもこのエピソードがリメイクされて描かれている（第13話・第14話）。このエピソードに登場したマルコの声は、旧作と同じく松尾佳子が当てていた。
フジテレビ系列局で放送の『世界名作劇場』に属する作品ではないが、カルピスを枠名に冠していた頃の『世界名作劇場』の作品と同じく日本アニメーション製作・カルピス提供で放送されていたことから、当初は『カルピス劇場』に分類する資料もあった。

## 登場人物
エンリコ・ボッチーニ
声 - 藤田淑子
ニーノ・ボッチーニ
声 - 三輪勝恵
アルベルト・ボッチーニ
声 - 柴田秀勝
シルビア・ボッチーニ
声 - 黒須薫
アドリアナ・ボッチーニ
声 - 斉藤昌
ペルボーニ先生
声 - 寺島幹夫
デルカーチ先生
声 - 小宮和枝
デロッシ・エルネスト
声 - 鈴木れい子
ガルローネ
声 - 丸山裕子
アントニオ
声 - 松岡洋子
ロベッティ
声 - 鵜飼るみ子
コレッチ
声 - 小宮和枝
ガロッフィ
声 - 太田淑子
ヴォッチーニ
声 - 杉山佳寿子
プレコシ
声 - 横沢啓子、伊倉一恵〈#21〉
クロッシ
声 - 松島みのり
カルロ・ノビス
声 - 間嶋里美
フランチ
声 - 杉原未樹

## スタッフ
- 原作 - エドモンド・デ・アミーチス
- 制作 - 本橋浩一
- 制作管理 - 高桑充
- 企画 - 佐藤昭司
- 演出 - 岡部英二
- 演出補 - 腰繁男、岡崎幸男、萩原亨、鈴木行
- キャラクターデザイン - 熊田勇、白梅進
- 原画・動画 - 木下ゆうき、石津和子、西島よしたか、青島正和、佐藤博明、山本美奈子、本宮真弓、水村十司、飯岡真理子、岡村隆、岩永しのぶ、斉藤真理子、新井淑子、渡辺克己、森中正春、池田美雪、本間典子、長岡みどり、小湊昇、菅谷知男、今泉恵美子、嶋崎淳二 ほか
- 美術監督 - 河野次郎
- 背景 - 井上徹夫、西永一光、山本順子（以上、プロダクション・アイ）、近藤誠、今林美紀、増田直子（以上、スタジオ・ユニ）
- 色指定 - 小森ミツ
- 彩色 - スタジオ・ユニコーン、きのプロダクション、スタジオ・ジャム、アニメ工房 ほか
- 撮影監督 - 萩原亨（トランス・アーツ）
- 撮影助手 - 森田俊昭、鳥越一志、橋谷誠一、今成英司
- 編集 - 瀬山武司、上遠野英俊
- 現像 - 東京現像所
- 音楽 - 服部克久
- 録音監督 - 斯波重治
- 音響効果 - 依田安文
- 調整 - 桑原邦男
- 録音 - 太平スタジオ
- 制作デスク - 矢野浩一
- 制作進行 - 堤広司郎、青山弘 ほか
- プロデューサー - 遠藤重夫
- 製作協力 - トランス・アーツ
- 製作 - 毎日放送、日本アニメーション

## 主題歌
オープニングテーマ - 「クオレ物語」
歌 - 竹田えり＆東京児童合唱団 / 作詞 - 伊藤アキラ / 作曲 - 芥川也寸志 / 編曲 - 服部克久 / レーベル - キャニオン・レコード
エンディングテーマ - 「白い日記」
歌 - 竹田えり / 作詞 - 伊藤アキラ / 作曲 - 芥川也寸志 / 編曲 - 服部克久 / レーベル - キャニオン・レコード

## 各話リスト
| 話数 | サブタイトル                             | 脚本              | 絵コンテ   | 作画監督          | 放映日  |
| ---- | ---------------------------------------- | ----------------- | ---------- | ----------------- | ------- |
| 1    | 始業の日・エンリコとペルボーニ先生       | 中西隆三          | 岡部英二   | 野部駿夫 石之博和 | 4月3日  |
| 2    | 災難・勇敢なロベッティ                   | 中西隆三          | 岡部英二   | 石之博和          | 4月10日 |
| 3    | 同級のひとびと・不良少年フランチ         | 佐藤道雄          | 岡部英二   | 野部駿夫          | 4月17日 |
| 4    | 屋根裏べやで・エンリコの秘密             | 中西隆三          | 腰繁男     | 石之博和          | 4月24日 |
| 5    | カラブリアの少年・グラッチェ転校生       | 中西隆三          | 岡部英二   | 野部駿夫          | 5月1日  |
| 6    | 親友ガルローネ・フランチとの対決         | 中西隆三          | 黒川文男   | 石之博和          | 5月8日  |
| 7    | 小さな煙突掃除人・ニーノの新しい友       | 中西隆三          | 腰繁男     | 野部駿夫          | 5月15日 |
| 8    | 校長先生の涙ロンバルディアの少年斥候     | 中西隆三          | 腰繁男     | 石之博和          | 5月22日 |
| 9    | 国王とコレッチ親子・涙の再会             | 佐藤道雄          | 黒川文男   | 野部駿夫          | 5月29日 |
| 10   | 左官屋小僧アントニオ・父ちゃんへの百面相 | 中西隆三          | 鈴木行     | 石之博和          | 6月5日  |
| 11   | ガロッフィのおくりもの・切手と教会       | 佐藤道雄          | 岡部英二   | 野部駿夫          | 6月12日 |
| 12   | いじめられっ子ベッチ・父兄参観の日       | 中西隆三          | 腰繁男     | 石之博和          | 6月19日 |
| 13   | 母をたずねて三千里（前）                 | 石井善一          | 岡部英二   | 野部駿夫          | 6月26日 |
| 14   | 母をたずねて三千里（後）                 | 中西隆三          | 渡辺法比古 | 石之博和          | 7月3日  |
| 15   | かじ屋のプレコシ・友情の小さなナイフ     | 中西隆三          | 鈴木行     | 野部駿夫          | 7月10日 |
| 16   | ジュリオ少年の秘密                       | 石井善一          | 岡部英二   | 加藤興治          | 7月17日 |
| 17   | スタルディの図書館・本を隠した真犯人     | 佐藤道雄          | 内田有紀彦 | 野部駿夫          | 7月24日 |
| 18   | 夏休みのポー川で・フランチの遭難         | 佐藤道雄          | 岡部英二   | 石之博和          | 7月31日 |
| 19   | アルプスの夏・父さんの先生は僕の先生     | 中西隆三 石井善一 | 鈴木行     | 野部駿夫          | 8月7日  |
| 20   | 夏の夜の出来事・父ちゃんたちの秘密       | 中西隆三 佐藤道雄 | 腰繁男     | 石之博和          | 8月14日 |
| 21   | がんばれ！チャリネサーカス一家           | 中西隆三          | 内田有紀彦 | 野部駿夫          | 8月21日 |
| 22   | 十字架だけが知っている“父さん”の看病     | 中西隆三 石井善一 | 岡部英二   | 加藤興治          | 8月28日 |
| 23   | お父さんの贈り物インクスタンドの謎！     | 中西隆三 佐藤道雄 | 鈴木行     | 野部駿夫          | 9月4日  |
| 24   | 学校をとび出した不良少年フランチ         | 中西隆三          | 内田有紀彦 | 石之博和          | 9月11日 |
| 25   | 身代わりになった少年・フランチの涙       | 中西隆三          | 岡崎幸男   | 野部駿夫          | 9月18日 |
| 26   | ピクニック・そしておわかれ               | 中西隆三          | 岡部英二   | 石之博和          | 9月25日 |

## 放送局
系列は作品放送当時の系列。
| 放送対象地域   | 放送局       | 系列                          | 放送日時           | 備考                  |
| -------------- | ------------ | ----------------------------- | ------------------ | --------------------- |
| 近畿広域圏     | 毎日放送     | TBS系列                       | 金曜 19:00 - 19:30 | 製作局                |
| 北海道         | 北海道放送   | TBS系列                       | 金曜 19:00 - 19:30 |                       |
| 青森県         | 青森テレビ   | TBS系列                       | 金曜 19:00 - 19:30 |                       |
| 岩手県         | 岩手放送     | TBS系列                       | 水曜 17:30 - 18:00 | 現・IBC岩手放送       |
| 宮城県         | 東北放送     | TBS系列                       | 金曜 19:00 - 19:30 |                       |
| 秋田県         | 秋田放送     | 日本テレビ系列                | 金曜 17:30 - 18:00 |                       |
| 山形県         | 山形放送     | 日本テレビ系列 テレビ朝日系列 | 金曜 17:00 - 17:30 |                       |
| 福島県         | 福島テレビ   | TBS系列 フジテレビ系列        | 金曜 19:00 - 19:30 |                       |
| 関東広域圏     | 東京放送     | TBS系列                       | 金曜 19:00 - 19:30 |                       |
| 新潟県         | 新潟放送     | TBS系列                       | 金曜 19:00 - 19:30 |                       |
| 長野県         | 信越放送     | TBS系列                       | 金曜 19:00 - 19:30 |                       |
| 山梨県         | テレビ山梨   | TBS系列                       | 金曜 19:00 - 19:30 |                       |
| 静岡県         | 静岡放送     | TBS系列                       | 金曜 19:00 - 19:30 |                       |
| 富山県         | 北日本放送   | 日本テレビ系列                | 木曜 17:00 - 17:30 | 1981年10月8日まで放送 |
| 石川県         | 北陸放送     | TBS系列                       | 金曜 19:00 - 19:30 |                       |
| 福井県         | 福井放送     | 日本テレビ系列                | 木曜 17:20 - 17:50 |                       |
| 中京広域圏     | 中部日本放送 | TBS系列                       | 金曜 19:00 - 19:30 | 現・CBCテレビ         |
| 鳥取県・島根県 | 山陰放送     | TBS系列                       | 金曜 19:00 - 19:30 |                       |
| 岡山県・香川県 | 山陽放送     | TBS系列                       | 金曜 19:00 - 19:30 | 現・RSK山陽放送       |
| 広島県         | 中国放送     | TBS系列                       | 金曜 19:00 - 19:30 |                       |
| 山口県         | テレビ山口   | TBS系列 フジテレビ系列        | 金曜 19:00 - 19:30 |                       |
| 愛媛県         | 南海放送     | 日本テレビ系列                | 月曜 17:25 - 17:55 |                       |
| 高知県         | テレビ高知   | TBS系列                       | 金曜 19:00 - 19:30 |                       |
| 福岡県         | RKB毎日放送  | TBS系列                       | 金曜 19:00 - 19:30 |                       |
| 長崎県         | 長崎放送     | TBS系列                       | 火曜 17:20 - 17:50 |                       |
| 熊本県         | 熊本放送     | TBS系列                       | 木曜 14:00 - 14:30 |                       |
| 大分県         | 大分放送     | TBS系列                       | 金曜 19:00 - 19:30 |                       |
| 宮崎県         | 宮崎放送     | TBS系列                       | 金曜 17:30 - 18:00 |                       |
| 鹿児島県       | 南日本放送   | TBS系列                       | 火曜 17:25 - 17:55 |                       |
| 沖縄県         | 琉球放送     | TBS系列                       | 金曜 19:00 - 19:30 |                       |

当時民放が2 - 3局しかなかった県のTBS系列局では、スポンサーセールスの関係から金曜19:00枠が他系列番組の同時ネット枠ないしは時差ネット枠となっていた。そのため、それらの局ではカルピスの時差スポンサードネットでの放送となった。

## 前後番組
| TBS系列 金曜19:00枠 【本番組よりカルピス食品工業一社提供枠】                                           | TBS系列 金曜19:00枠 【本番組よりカルピス食品工業一社提供枠】 | TBS系列 金曜19:00枠 【本番組よりカルピス食品工業一社提供枠】 |
| 前番組                                                                                                 | 番組名                                                       | 次番組                                                       |
| --- | ------------------------------------------------------------ | ------------------------------------------------------------ |
| 仮面ライダースーパー1（第1話 - 第23話） （1980年10月17日 - 1981年3月27日） 【TBSでは土曜7:00枠へ移動】 | 愛の学校 クオレ物語 （1981年4月3日 - 9月25日）               | ワンワン三銃士 （1981年10月9日 - 1982年3月26日）             |